# RJD2
Ramble John Krohn, conosciuto come RJD2 (Eugene, 27 maggio 1976), è un produttore discografico, beatmaker e musicista statunitense.

## Biografia
Ha iniziato a lavorare come DJ in Ohio nel 1993. Il suo pseudonimo unisce le iniziali del suo nome e il nome di R2-D2, personaggio di Guerre stellari.
Dopo aver firmato per la Definitive Jux, pubblica il suo album di debutto Deadringer. Collabora con Blueprint sotto il nome Soul Position nel 2002-2003.
Nel 2004 pubblica il suo secondo disco come RJD2 e nel 2006 come Soul Position. Al contempo produce numerosi lavori di rapper indipendenti tra cui Copywrite, Cunninlynguists, Cage, DOOM e Diverse. Nel 2007 pubblica The Third Hand per la XL Recordings.
Nel 2009 fonda una sua label, la RJ's Electrical Connections e ripubblica il CD-mix Your Face or Your Kneecaps, nonché The Horror e Since We Last Spoke. Nel 2010 si dedica all'attività di remixer e pubblica alcuni video.
Nel 2011 dà vita al progetto Icebird in collaborazione con Aaron Livingston, leader del gruppo The Mean. Pubblicano insieme l'album Abandoned Lullaby.
Nell'ottobre 2013 pubblica l'album More Is Than Isn't.

## Discografia

### Album studio
- Deadringer (2002)
- 8 Million Stories (2003) con Blueprint, come Soul Position
- Since We Last Spoke (2004)
- Things Go Better with RJ and AL (2006) con Blueprint, come Soul Position
- Magnificent City (2006) con Aceyalone
- The Third Hand (2007)
- The Colossus (2010)
- We Are the Doorways (2011) come The Insane Warrior
- More Is Than Isn't (2013)
- The Fun Ones (2020)
- Visions Out Of Limelight (2024)

### EP
- Pryor Convictions (2000) con Poppa Hop, come The Dirty Birds
- Unlimited EP (2002) con Blueprint come Soul Position
- The Horror (2003)
- The Mashed Up Mixes (2004)
- The Tin Foil Hat (2009)
- The Glow Remixes (2011)

### Mix album
- Your Face or Your Kneecaps (2001)
- Loose Ends (2003)
- Lobster and Scrimp (2003)
- Constant Elevation (2005)